# Tobias Sippel
Tobias Sippel (Bad Dürkheim, Renania-Palatinado, Alemania, 22 de marzo de 1988) es un futbolista alemán. Juega de portero y su equipo es el Borussia Mönchengladbach de la 1. Bundesliga alemana.

## Trayectoria
Firmó su primer contrato profesional con el Kaiserslautern en el año 2006. Después de jugar un año en el equipo filial, fue ascendido a la primera plantilla para ser el tercer portero, tras Jürgen Macho y Florian Fromlowitz. Obtuvo la titularidad durante la temporada 2008-09, luego de que Macho dejara el club y Fromlowitz se lesionara diez partidos después del comienzo de la liga. Fue titular en el equipo consiguió el campeonato de la 2.Bundesliga y el ascenso en la temporada 2009-10.

## Selección nacional
Fue llamado a formar parte de la selección de Alemania por primera vez por el técnico Joachim Löw en mayo de 2010, en vista a un partido amistoso contra la selección de Malta. Anteriormente había jugado 8 encuentros por la selección alemana sub-21, formando parte del equipo que ganó la Eurocopa Sub-21 de 2009.

## Clubes
| Club                     | País     | Año       |
| ------------------------ | -------- | --------- |
| 1. F. C. Kaiserslautern  | Alemania | 2007-2015 |
| Borussia Mönchengladbach | Alemania | 2015-     |

## Palmarés

### Campeonatos nacionales
| Título        | Club                    | País     | Año  |
| ------------- | ----------------------- | -------- | ---- |
| 2. Bundesliga | 1. F. C. Kaiserslautern | Alemania | 2010 |

### Campeonatos internacionales
| Título          | Club (*)              | País   | Año  |
| --------------- | --------------------- | ------ | ---- |
| Eurocopa sub-21 | Selección de Alemania | Suecia | 2009 |

(*) Incluyendo la selección.